# Gebhard Karl Ludolf von Alvensleben
Gebhard Karl Ludolf von Alvensleben (* 31. August 1798 in Magdeburg; † 29. Dezember 1867 in Berlin) war preußischer General der Kavallerie.

## Leben

### Herkunft
Gebhard Karl Ludolf entstammte der niederdeutschen Adelsfamilie von Alvensleben. Er war der älteste Sohn von Gebhard Johann Achaz von Alvensleben (1764–1840), Eigentümer von Gut Randau und Gut Woltersdorf, und dessen Ehefrau Karoline Therese Dorothea, geborene von Radecke (* 5. Mai 1772 in Brandenburg an der Havel; † 10. Januar 1812 in Woltersdorf).

### Militärkarriere
Bereits mit 16 Jahren nahm Alvensleben ab April 1815 als Freiwilliger im 5. Kurmärkischen Landwehr-Kavallerieregiment an den Befreiungskriegen teil; unter anderem an den Schlachten von Ligny und Belle-Alliance. Nach Kriegsende wurde er am 13. Februar 1816 als Portepeefähnrich im Kürassier-Regiment Nr. 6 angestellt und dort am 18. August 1818 zum Sekondeleutnant befördert. Im weiteren Verlauf seiner Militärkarriere war Alvensleben dort seit 15. September 1838 als Rittmeister und Eskadronchef tätig. Mitte März 1845 folgte seine Beförderung zum Major und ein Jahr später wurde er als Adjutant beim Generalkommando des IV. Armee-Korps verwendet. König Friedrich Wilhelm IV. ernannte ihn am 20. Dezember 1846 zu seinem Flügeladjutanten. In dieser Stellung wurde Alvensleben am 24. Mai 1848 auch Kommandeur der Leibgendarmerie. In den folgenden Jahren wurde er dann am 26. September 1850 zum Oberstleutnant und am 2. Dezember 1851 zum Oberst befördert. Mit seiner Beförderung zum Generalmajor am 15. Oktober 1856 wurde Alvensleben von dem Kommando der Leibgendarmerie entbunden und unter Belassung in seiner Stellung als Flügeladjutant General à la suite.
Am 23. Juli 1857 erhielt Alvensleben den Posten als Kommandant von Berlin. Gleichzeitig beauftragte man ihn am 8. August 1857 auch mit der Führung der Geschäfte der Landgendarmerie. Als Generalleutnant wurde Alvensleben schließlich am 21. April 1865 wirklicher Chef der Landgendarmerie und am 20. September 1866 folgte noch seine Beförderung zum General der Kavallerie.
Alvensleben wurde am 2. Januar 1868 in Charlottenburg beigesetzt.

### Auszeichnungen
Für seine Verdienste wurde Alvensleben vielfach geehrt. Er war Mitglied des Preußischen Herrenhauses und Inhaber folgender Orden und Ehrenzeichen:
- Kommandeur des Guelphen-Ordens am 15. Juni 1852
- Kommandeur des Belgischen Leopoldsordens am 12. Mai 1853
- Kommandeur I. Klasse des Ordens vom Zähringer Löwen am 5. Oktober 1854
- Kommandeur I. Klasse des Hausordens Albrechts des Bären am 1. Dezember 1854
- Komtur des Hausordens vom Weißen Falken am 14. Juni 1856[1]
- Ehrengroßkomtur des Oldenburgischen Haus- und Verdienstordens des Herzogs Peter Friedrich Ludwig am 14. Juni 1856
- Rechtsritter des Johanniterordens am 24. Juni 1856
- Sankt-Stanislaus-Orden I. Klasse am 24. Oktober 1857
- Roter Adlerorden I. Klasse mit Eichenlaub am 18. Oktober 1861
- Großkreuz des Friedrichs-Ordens am 3. Dezember 1861
- Großkreuz des Verdienstordens der Bayerischen Krone am 10. April 1864
- Russischer Orden der Heiligen Anna I. Klasse am 11. Juni 1864
- Orden der Eisernen Krone am 23. Februar 1865
- Kronenorden I. Klasse am 18. April 1865

### Familie
Am 19. Oktober 1823 verheiratete sich Alvensleben in Brandenburg mit Eugenie Sophie Eleonore Karoline Henriette von Oppell (* 10. Juni 1801 in Empl; † 12. November 1848 in Charlottenburg). Aus der Ehe gingen zwei Söhne und zwei Töchter hervor; darunter:
- Gebhard Nikolaus (1824–1909), Oberforstmeister
- Gustav Hermann (1827–1905), preußischer General der Kavallerie
- Natalia (* 25. Oktober 1830; † 4. Februar 1906) ⚭ Carl von Treuenfels (* 7. Januar 1818; † 12. November 1894), Eltern von Carl von Treuenfels